# Tyb4-1221
Tyb4-1221 – parowóz wąskotorowy, zbudowany w roku 1906 w zakładach Henschel w Kassel na tor o rozstawie szyn 750 mm. Seria Tyb4 (po 1961 roku) oznaczała wąskotorowe tendrzaki o układzie osi C1 i mocy 101 – 120 KM.

## Historia
Parowóz ten, o numerze fabrycznym 7589, został zakupiony w 1906 roku dla Opalenitzer Kleinbahn (Opalenickiej Kolei Wąskotorowej). Na kolei otrzymał numer 6 i nazwę „Stary Tomyśl”. Zakupiono następnie jeszcze dwie lokomotywy tego typu: w 1907 parowóz nr 7 „Śliwno” (nr fabr. 8131) i w 1909 parowóz nr 8 „Lwówek” (nr fabr. 9489). W okresie międzywojennym parowóz był nadal eksploatowany na kolei opalenickiej, która znalazła się na terytorium Polski. Podczas II wojny światowej, przejęty przez Niemcy, parowóz nosił nazwę „Kaiserhof”.
W 1949 roku, po upaństwowieniu Kolei Opalenickiej, został wpisany na inwentarz PKP, otrzymując oznaczenie PKP Txb2-1221, zmienione w 1961 roku na Tyb4-1221. W 1951 roku został przeniesiony na Ełcką Kolej Dojazdową, przebudowaną na szerokość 750 mm, stacjonując w lokomotywowni w Ełku. Od 1968 roku był eksploatowany w lokomotywowni Biała Podlaska. W 1971 roku został przeniesiony na Mławską Kolej Dojazdową. Po wycofaniu ze służby w roku 1972, parowóz został przewieziony do Tarnowskich Gór i ustawiony w Skansenie Maszyn Parowych przy Zabytkowej Kopalni Srebra.

## Konstrukcja

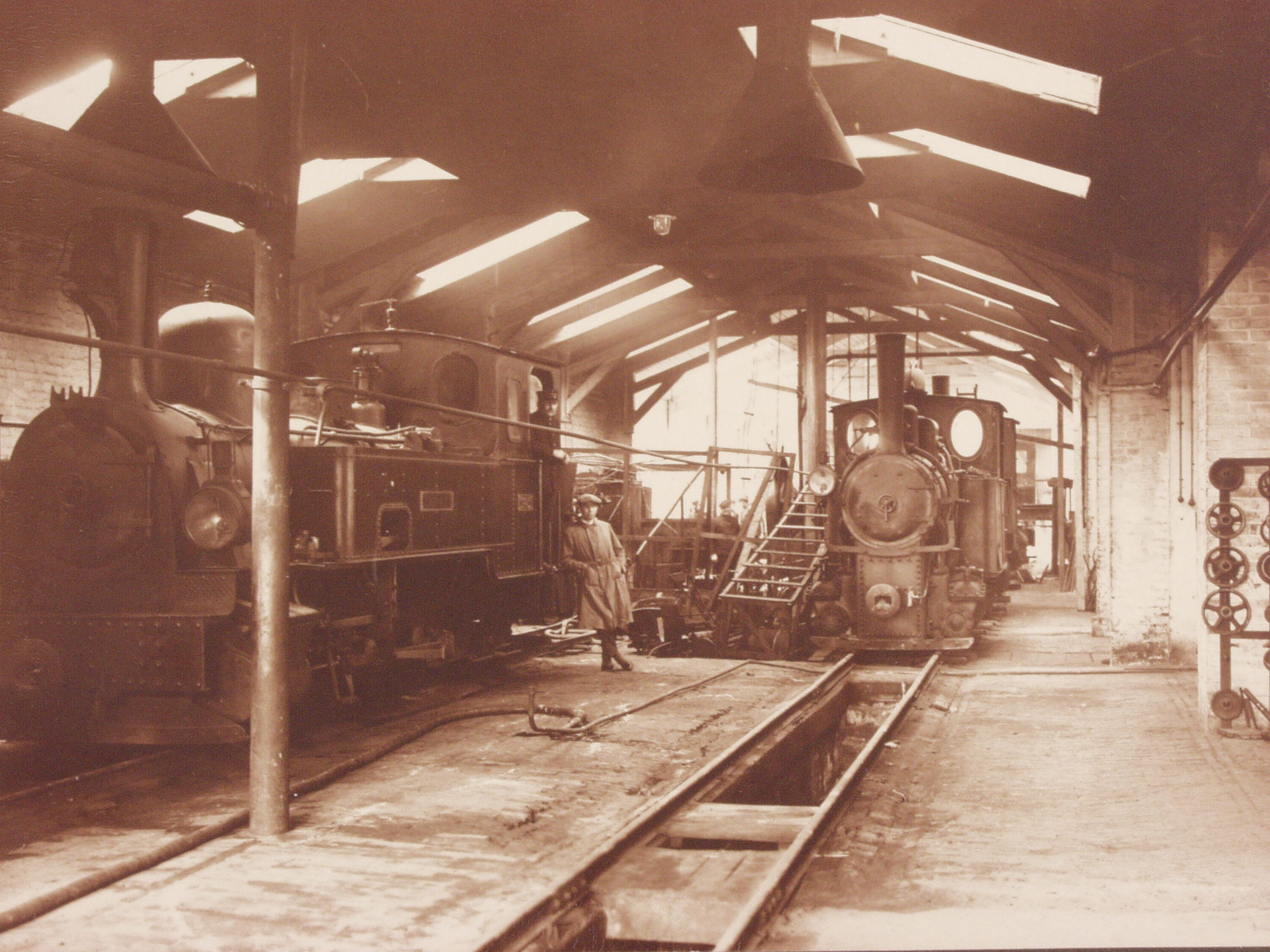
Kolej Opalenicka około 1920 – po lewej widoczny jeden z parowozów późniejszej serii Tyb4

Wąskotorowy tendrzak o układzie osi C1', z dwucylindrowym silnikiem bliźniaczym na parę nasyconą (C1'n2t). Budka maszynisty była otwarta po bokach, z niskimi drzwiczkami. Skrzynie wodne po bokach kotła mieściły 2 m³ wody, a skrzynia węglowa z tyłu budki – 1 t węgla. Na PKP parowóz ten pracował także z dwuosiowym tendrem doczepnym serii Pt2 fabryki w Kołomnie (mimo posiadania skrzyni węglowej z tyłu budki), mieszczącym 3,3 m³ wody i 1 t węgla.
Kocioł był płomieniówkowy, z miedzianą skrzynią ogniową, po wojnie zamienianą na stalową. Na kotle umieszczony był wysoki zbieralnik pary, w którym znajdowała się suwakowa przepustnica pary z napędem wewnętrznym. Piasecznica o napędzie ręcznym, umieszczona na kotle, podawała piasek pod drugą i trzecią oś wiązaną. Zasilanie w wodę zapewniały inżektory ssąco-tłoczące Strubego. Armatura kotła była niemiecka, z wodowskazem rurkowym i kranami probierczymi. Na kominie zainstalowany był odiskiernik siatkowy.
Ostoja blachownicowa, zewnętrzna, o grubości ostojnic 12 mm, odsprężynowana odgórnie z 4 punktami podparcia. Trzy osie wiązane zamontowane sztywno (stały rozstaw osi 2040 mm), z tyłu toczna oś Adamsa, z przesuwem na boki o 75 mm. Parowóz mógł pokonywać łuki o promieniu 35 m. Pierwotnie parowóz miał centralny sprzęg lejkowy, wymieniony po wojnie na typowy dla PKP sprzęg orczykowy ze zderzakiem centralnym.
Lokomotywa wykorzystywała bliźniaczy silnik parowy, z suwakami płaskimi. Napęd od silnika przenoszony był na trzecią oś wiązaną, poprzez jednoprowadnicowe krzyżulce i dość długie korbowody oraz korby Halla. Parowóz posiadał mechanizm parorozdzielczy Heusingera. Hamulec ręczny dźwigniowy działał na dwie pierwsze osie wiązane. Smarowanie silników zapewniał lubrykator, zastąpiony po wojnie smarotłocznią Friedmanna. Pierwotne oświetlenie naftowe zamieniano podczas remontów na elektryczne, z turbozespołem 24V.